# Przyjamy
Przyjamy (Priamy) – jezioro w Polsce, w województwie warmińsko-mazurskim, w powiecie szczycieńskim, w gminie Jedwabno.

## Dane
- Powierzchnia: 18 ha
- Maksymalna głębokość: 3 m
- Typ: linowo-szczupakowy
- Jezioro otwarte, wypływa z niego struga, która następnie wpływa do rzeki Czarna

## Grupa jezior
Jest to jedno z jezior usytuowanych na zachodniej granicy powiatu, w dwóch równoległych rynnach, ciągnących się z północy na południe. W jednej z nich jest jezioro Dłużek, w drugiej jeziora: Łabuny Wielkie, Łabuny Małe, Czarne, Przyjamy, Kwiatkowo i Kociołek. z wyjątkiem małych leśnych oczek, wszystkie jeziora są odpływowe i znajdują się w zlewni rzeki Czarnej, która jest dopływem Omulwi. W okolicy tej grupy przebiega droga krajowa nr 58, która m.in. łączy Szczytno i Nidzicę, natomiast wzdłuż jezior, z południa na północ ciągną się drogi gruntowe. Wszystkie jeziora położone są malowniczo w lesie.

## Opis jeziora
Jezioro wydłużone z północnego zachodu na południowy zachód z owalną zatoką na zachodzie. Z południowej wypływa potok do Czarnej Rzeki. Obok leży Jezioro Kociołek (Kuchnia). Brzegi dość wysokie, strome, tylko w północnej części płaskie, otoczone lasami. Akwen nie nosi żadnych śladów działalności turystycznej. Bagniste, zalesione i zarośnięte trzciną brzegi, zupełny brak zdatnych do wędkowania pomostów.
Dojazd ze Szczytna drogą krajową nr 58 w stronę Nidzicy, następnie po 1 km od wsi Dłużek należy skręcić w lewo. Jezioro jest bardzo blisko drogi.